# Joakim Schröder

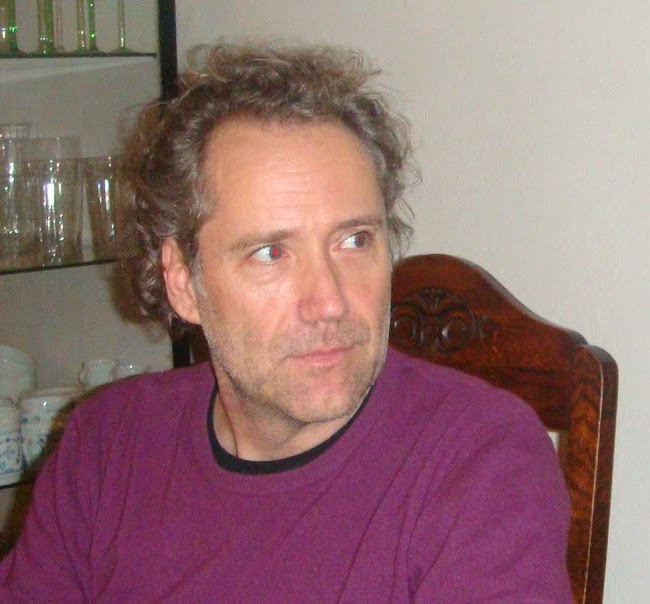
Joakim Schröder 2012

Joakim Stefan Schröder, född 9 juli 1963 i Täby, Stockholms län, är en svensk präst och skådespelare.
Schröder spelade rollen som den haschrökande Robban i filmen G – som i gemenskap av Staffan Hildebrand från 1983. Schröder är sedan år 2000 präst i Svenska kyrkan och tjänstgör i Stockholms stift.

## Filmer och TV-serier
- 1981 – Veckan då Roger dödades
- 1982 – Zoombie (TV-serie)
- 1983 – G – som i gemenskap
- 1988 – Ingen kan älska som vi
- 1995 – 30:e november